# Stand Watie
Stand Watie, född 12 december 1806 i Oochcaloga, nuvarande Calhoun i Georgia, död 9 september 1871 Fort Towson i Oklahoma, var en general i  sydstatsarmén.
Stand Waties uramerikanska namn var Degataga, "De två är ett", cherokesledare, bror till Elias Boudinot, hövding för de södra cherokeserna från 1863.
Under amerikanska inbördeskriget bildade han ett cherokes-regemente som stred på sydstatssidan, bl.a. i slaget vid Pea Ridge, Arkansas, 6-8 mars 1862. Han uppnådde rangen av brigadgeneral, och var den siste av de konfedererade befälhavarna som kapitulerade (den 23 juni 1865).